# Centrolene heloderma
Centrolene heloderma är en groddjursart som först beskrevs av William Edward Duellman 1981.  Centrolene heloderma ingår i släktet Centrolene och familjen glasgrodor. IUCN kategoriserar arten globalt som akut hotad. Inga underarter finns listade i Catalogue of Life.